# Westwood (hrabstwo Jefferson)
Westwood – miasto w Stanach Zjednoczonych, w stanie Kentucky, w hrabstwie Jefferson.